# Денні Фірі
Денні Фірі (англ. Danny Phiri, нар. 22 квітня 1989, Булавайо) — зімбабвійський футболіст, півзахисник південнофриканського клубу «Голден Ерроуз» і національної збірної Зімбабве.

## Клубна кар'єра
У дорослому футболі дебютував 2009 року виступами за команду «Банту Роверс», в якій провів два сезони, після чого став гравцем «Чіккен Інн». Відіграв за цю команду шість років, ставши 2015 року чемпіоном Зімбабве.
2016 року став гравцем південнофриканського клубу «Голден Ерроуз».

## Виступи за збірну
2012 року дебютував в офіційних матчах у складі національної збірної Зімбабве.
У складі збірної був учасником Кубка африканських націй 2017 року в Габоні та Кубка африканських націй 2019 року в Єгипті. На кожному із цих континентальних турнірів провів по дві гри на групових етапах, які його команді в обох випадках подолати не вдалося.

## Титули і досягнення
- Чемпіон Зімбабве (1):

«Чіккен Інн»: 2015